# Phytosciara flavipes
Phytosciara flavipes är en tvåvingeart som först beskrevs av Johann Wilhelm Meigen 1804.  Phytosciara flavipes ingår i släktet Phytosciara och familjen sorgmyggor.
Artens utbredningsområde är Tyskland. Inga underarter finns listade i Catalogue of Life.